# Comuna de Jeżowe
Jeżowe (polaco: Gmina Jeżowe) é uma gminy (comuna) na Polónia, na voivodia de Subcarpácia e no condado de Niżański. A sede do condado é a cidade de Jeżowe.
De acordo com os censos de 2005, a comuna tem 10 001 habitantes, com uma densidade 80,8 hab/km².

## Área
Estende-se por uma área de 123,77 km², incluindo:
- área agricola: 65%
- área florestal: 30%

## Demografia
Dados de 30 de Junho 2004:
|                      | Total   | Total | Mulheres | Mulheres | Homens  | Homens |
| -------------------- | ------- | ----- | -------- | -------- | ------- | ------ |
|                      | pessoas | %     | pessoas  | %        | pessoas | %      |
| População            | 9834    | 100   | 4837     | 49,2     | 4997    | 50,8   |
| Densidade (pop./km²) | 79,5    | 100   | 39,1     | 39,1     | 40,4    | 40,4   |

De acordo com dados de 2002, o rendimento médio per capita ascendia a 1302,4 zł.

## Subdivisões
- Jeżowe, Sibigi, Groble, Krzywdy, Jata, Sójkowa, Zalesie, Cholewiana Góra, Nowy Nart, Stary Nart, Pogorzałka.

## Comunas vizinhas
- Bojanów, Dzikowiec, Kamień, Nisko, Nowa Sarzyna, Raniżów, Rudnik nad Sanem